# Primulina demissa
Primulina demissa là một loài thực vật có hoa trong họ Tai voi (Gesneriaceae). Loài này được Henry Fletcher Hance mô tả khoa học đầu tiên năm 1883 dưới danh pháp Didymocarpus demissus. Năm 1891, Carl Ernst Otto Kuntze chuyển nó sang chi Roettlera với danh pháp Roettlera demissa (trong Revis. Gen. Pl. 2: 476). Năm 1997, Wen Tsai Wang chuyển nó sang chi Chirita với danh pháp Chirita demissa (trong Novon 7(4): 424 in năm 1998).